# Love and only love (Neil Young)
Love and only love is een lied dat werd geschreven door de Amerikaanse artiest Neil Young.

## Uitvoeringen
Samen met Crazy Horse bracht hij het in 1990 uit op hun album Ragged glory. Hierop heeft het een lengte van meer dan tien minuten. Van het nummer verscheen verder nog een versie op Weld uit 1991. Dit is een live-uitvoering waarin Young op zijn gitaar improviseert. Daarnaast kwam een fragment van het nummer terug in Arc in 1991, samen met een fragment uit Like a hurricane. In 2015 bracht hij nogmaals een versie uit, samen met Promise Of The Real waarin twee zoons van Willie Nelson spelen. Die versie verscheen op het livealbum Red Rocks 2015 2nd night.

## Tekst en muziek
Net als Love to burn dat ook op zowel Ragged glory als Weld te horen is, snijdt Young in Love and only love het morele dilemma aan waarmee hij al decennialang worstelt. Het gaat over haat en liefde en het thema dat mensen toch uit elkaar, en tot oorlog drijft. In dit lied komt hij tot de conclusie dat love and only love will break it down. De poëtische tekst wordt ondersteund door rockende distortion van de gitaren.